# Jurnalul Annei Frank (piesă de teatru radiofonic)
Jurnalul Annei Frank (în engleză Anne Frank: The Diary of a Young Girl) este o piesă de joc de radio scrisă de autorul american Meyer Levin (1905-1981). Aceasta era o adaptare a unei dramatizări omonime mai vechi a lui Levin după Jurnalul Annei Frank. A fost difuzată pe CBS pe data de 18 septembrie 1952, în ajunul sărbătorii de Roș Hașana, și din nou, în urma  aprecierilor critice favorabile, în noiembrie 1952.

## Meyer Levin
Autorul Meyer Levin s-a născut în 1905 din părinți imigranți evrei la Chicago. El a început o carieră jurnalistică la vârsta de 16 ani când a început să scrie pentru Chicago Daily News. În 1943 Levin s-a aflat la Londra în calitate de corespondent de război. A prezentat poveștile soldaților americani de etnie evreiască și genocidul organizat de Germania Nazistă. Levin a fost unul dintre primii jurnaliști americani care a pătruns într-un lagăr de muncă, Ohrdruf, apoi a văzut lagărele Bergen-Belsen și Dachaut. El a suferit enorm când a văzut atrocitățile comise de germani și a scris că nu era capabil să prezinte publicului Holocaustul săvârșit la adresa evreilor din Europa. Situația s-a schimbat atunci când a citit Jurnalul Annei Frank, primul jurnal personal publicat după război. Levin i-a scris lui Otto Frank și s-a întâlnit cu el înainte de a părăsi Europa, punându-i întrebări cu privire la publicarea jurnalului în America și la drepturile de dramatizare. El a fost prima persoană care a intuit potențialul dramatic al Jurnalului.

## Redescoperirea piesei
Producătoarea Jennifer Strome a descoperit scenariul piesei de teatru radiofonic în 1999, în timp ce făcea cercetări cu privire la viața lui Levin. Ea s-a întâlnit cu un membru al familiei lui Levin și a fost captivată de  de Levin istoria cu Jurnalul lui Anne Frank etapă a juca. Ea l-a contactat pe fiul lui Levin, Mikael Levin, care i-a prezentat-o pe mama sa, autoarea franceză Tereska Torres, precum și vasta colecție de cărți și de filme a lui Levin. 
Cu permisiunea Tereskăi Torres, Strome a început o cercetare serioasă a colecției de manuscrise și cărți rare de la Howard Gotleib Archival Research Center din cadrul Universității din Boston. I-au fost puse la dispoziție mai mult de 50 de cutii de scrisori personale, stenograme juridice și obiectele aparținând lui Meyer Levin. Jennifer Strome a găsit acolo scenariul original și adnotat de Levin al piesei de teatru radiofonic, un document pe care familia lui Levin nu-l văzuse niciodată. Acesta este o piesă literară istorică care căzuse în obscuritate, după apariția unui conflict între Levin și Otto Frank.
Efortul lui Strome de a reconstitui piesa de teatru radiofonic a lui Levin ca parte a adaptărilor dramatice ale Jurnalului Annei Frank a reprezentat o contribuție la lupta împotriva intoleranței. Strome a fost autorizată de către Fondul Anne Frank Fonds din Basel (AnneFrank.ch) să furnizeze materiale cu utilizare limitată între 2013 și 2015.

## Spectacolul în direct din 2009
Pe 14 septembrie 2009, Strome a produs un spectacol privat în direct cu piesa de teatru radiofonic a lui Levin la Museum of Jewish Heritage - A Living Memorial to the Holocaust in NYC. A fost prima dată când piesa a fost audiată de la difuzarea ei inițială din 1952. Acest spectacol marchează prima recunoaștere oficială de către Fondul Anne Frank din Basel, Elveția, a contribuției lui Meyer Levin la popularizarea și dramatizarea jurnalului. Spectacolul de la muzeu a fost urmat de o discuție moderată de Neil Baldwin cu scriitoarea Cynthia Ozick și cu Strome. 
Actori
- Jonathan Hogan (Otto Frank)
- Sara Kapner (Anne Frank)
- Lori Wilner (dna Frank)
- Jessica Dean (Margot)
- Mary Rasmussen (Miep/Lies)
- Stuart Zagnit (dl Van Daan)
- Beryl Stern (dna Van Daan)
- Macleod Andrews (Peter Van Daan)
- Andy Prosky (Crainicul/Koophuis/Dussel)

Producție
- compozitor/director muzical: Bob Magnuson

## Podcast-ul din 2012
Pe 15 septembrie 2012 Strome a produs și regizat un podcast gratuit, la cerere, al piesei de teatru radiofonic pentru a comemora cea de-a 60-a aniversare a difuzării sale originale de către CBS în 1952.
Actori
- Bruce Nozick (crainicul, dl Van Daan, Albert Dussel)
- Tara Platt (Miep, Margot)
- Rick Zieff (Otto Frank)
- Tasia Valenza (dna Frank)
- Justine Huxley (Anne)
- Katie Zieff (Lies)
- Tracy Pattin (dna Van Daan)
- Yuri Lowenthal (Peter Van Daan, Koophuis)

Producție
- Compozitor/muzician: Bob Magnuson
- Director tehnic/inginer de sunet: Mark Holden